# Корнуолл (графство, Ямайка)
Ко́рнуолл (англ. Cornwall) — одно из трёх исторических графств Ямайки. Административный центр графства — город Саванна-ла-Мар, одновременно являющийся центром прихода Уэстморленд. В составе графства также располагается Монтего-Бей — четвёртый по населению город страны.

## История
Все три графства Ямайки были образованы в 1758 году. Западное графство Ямайки было названо в честь одноимённого западного графства Англии.

## Население
По данным 2011 года, в графстве проживает 81 человек на территории 3 939,3 км². По плотности населения графство занимает 3-е место в стране — 46 чел./км².

## Приходы
Графство разделено на пять приходов (на карте выделено зелёным):
| Графство Корнуолл |                   |             |                |                        |
| № на карте        | Приход            | Площадь км² | Население 2011 | Административный центр |
| 1                 | Хановер           | 450,4       | 15             | Лусеа                  |
| 2                 | Сент-Элизабет     | 1 212,4     | 5              | Блэк-Ривер             |
| 3                 | Сент-Джеймс       | 594,9       | 30             | Монтего-Бей            |
| 4                 | Трелони           | 874,6       | 70             | Фалмут                 |
| 5                 | Уэстморленд       | 807,0       | 76             | Саванна-ла-Мар         |
|                   | Графство Корнуолл | 3 939,3     | 600 581        |                        |